# Antonio Cammelli
Antonio Cammelli detto il Pistoia (Pistoia, 1436 – Ferrara, 1502) è stato un poeta italiano.

## Biografia
Era figlio di Biondo Niccolò e di una non meglio conosciuta Ginevra. Originario di Pistoia (da cui il soprannome Pistoia), visse e operò soprattutto alla corte di Ferrara. Dedicò a Isabella d'Este 533 Sonetti faceti con ampi riferimenti politici e di cronaca descritti con stile satirico. L'autografo fu rinvenuto alla Biblioteca Ambrosiana nel 1893 da Erasmo Pèrcopo, e pubblicato dallo stesso Pèrcopo quindici anni dopo.
Negli anni '90 del Quattrocento fece parte del circolo di poeti in volgare radunato a Milano dalla duchessa Beatrice d'Este. Nel 1495 venne nominato capitano della porta di Santa Croce a Reggio e ne detenne l'incarico fino al 1497.
Certamente grazie agli Estensi egli poté intrattenere legami con Ludovico il Moro al quale dedicò la raccolta di versi che ci è giunta incompleta nel manoscritto Bolognese Universitario 2618 e con Isabella Gonzaga che lo raccomandò perché ottenesse anche l'incarico di capitano di porta San Pietro. Dedicati a Isabella sono i già nominati "Sonetti faceti" e la tragedia scritta in terzine intitolata Pamphila (del 1499) rifacimento di un racconto del Decameron.

## Opere
- Operetta noua de doi nobilissimi amanti Philostrato & Pamphila. Composta in tragedia per miser Antonio da Pistoia
- Sonetti giocosi di Antonio Da Pistoia e Sonetti satirici senza nome d'autore tratti per la prima volta da vari codici